# Ça ira - Il fiume della rivolta
Ça ira - Il fiume della rivolta es una película italiana de 1964 dirigida por Tinto Brass. Tomando su nombre de la popular canción revolucionaria Ah! Ça ira, la película es una crítica narrativa de las revoluciones del siglo XX entre 1900 y 1962. Fue exhibida en el Festival de Cine de Venecia en 1964.

## Narraciones
- Enrico Maria Salerno
- Sandra Milo
- Tino Buazzelli